# Де Врис, Франсуа
Франсуа Де Ври́с (нидерл. François De Vries; 21 августа 1913, Антверпен — 17 февраля 1972) — бельгийский футболист, играл на позиции нападающего. Участник чемпионата мира 1934 года.

## Биография

### Клубная карьера
В течение 12 сезонов Де Врис играл за «Антверпен», в составе которого выиграл чемпионский титул в 1931 году и три раза «Антверпен» (1930, 1932, 1933) становился вторым в чемпионате Бельгии. В 1941 году перешёл в «Леопольд», в составе которого отыграл 11 сезонов, пять из которых в низших дивизионах. Завершил карьеру в 1952 году.

### Карьера в сборной
Дебютировал в сборной Бельгии в рамках чемпионата мира 1934 года в матче со сборной Германии — Бельгия проиграла со счётом 2:5. Всего за сборную Бельгии сыграл 7 матчей и забил 1 гол.

### Смерть
Скоропостижно скончался 17 февраля 1972 года в возрасте 58 лет.